# Epitaph für Kardinal Faulhaber

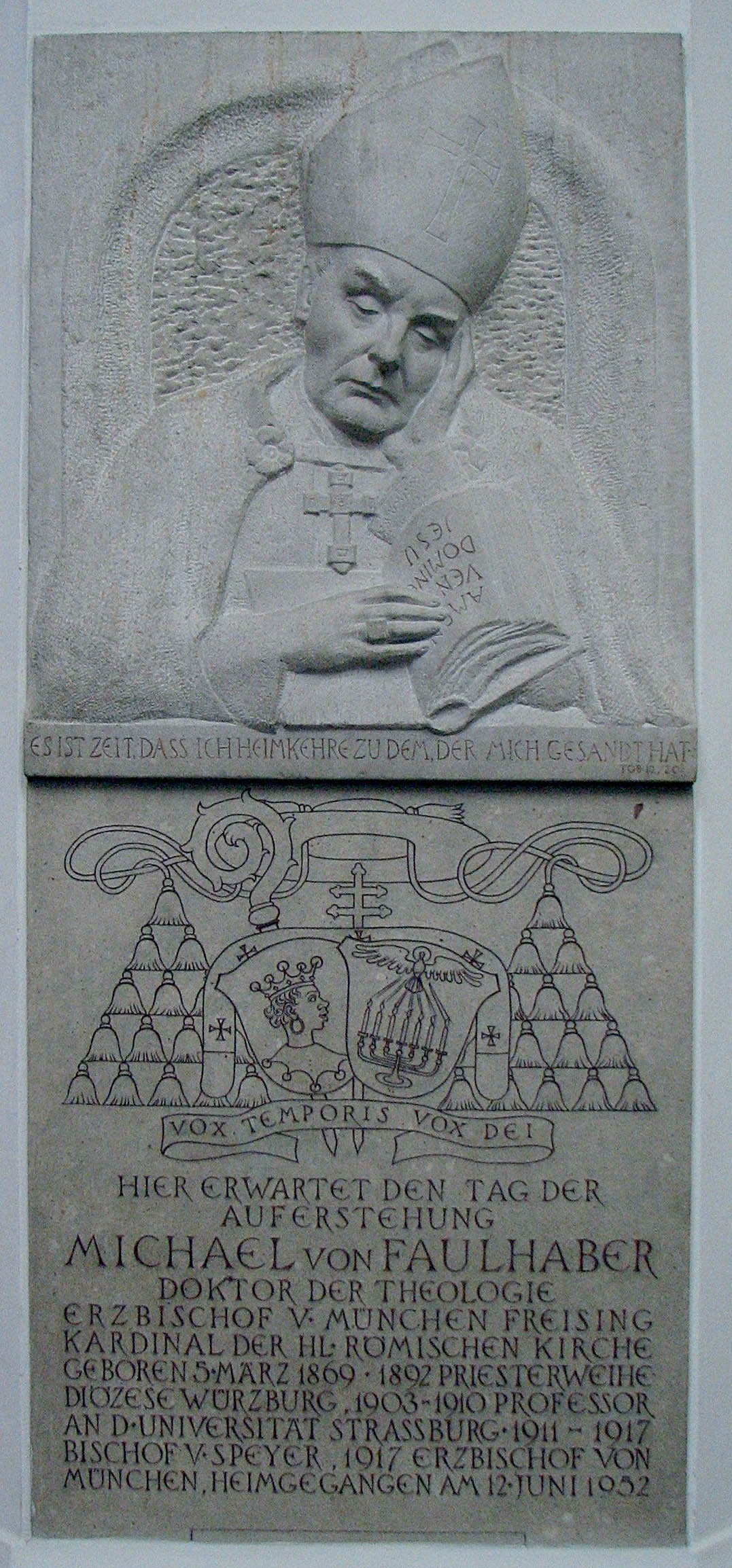
Epitaph für Kardinal Faulhaber in der Münchner Frauenkirche

Das Epitaph für Kardinal Faulhaber ist eine Gedenktafel für den Münchner Erzbischof Michael Kardinal von Faulhaber (1869–1952) in der Münchner Frauenkirche, in deren Krypta er auch bestattet wurde. Es befindet sich heute am vierten südlichen Pfeiler gegenüber der Taufkapelle. Geschaffen wurde die Tafel 1946 vom Bildhauer Theodor Georgii. Das Epitaph zählt zu seinen charakteristischsten Werken.

## Geschichte
Ein erstes Epitaph schuf Georgii in den Jahren 1939/40. Es wurde in einer Gewölbekammer unter dem Chor der Münchner Frauenkirche aufbewahrt. Bei Luftangriffen auf die Kirche wurde das Werk vollständig zerstört. 1948 gab Faulhaber bei Georgii die Wiederherstellung der Grabtafel in Auftrag, die Georgii 1950 fertigstellte. Nach dem Tod Faulhabers im Juni 1952 wurde sie in der Münchner Frauenkirche an einem Pfeiler angebracht.

## Inschriften
Sockelstreifen

ES IST ZEIT, DASS ICH HEIMKEHRE ZU DEM, DER MICH GESANDT HAT (Tob 12,20 )
Spruchband unter dem Wappen Faulhabers

VOX TEMPORIS VOX DEI – „Die Stimme der Zeit ist die Stimme Gottes“ (Wahlspruch Faulhabers)
Schriftteil

HIER ERWARTET DEN TAG DER / AUFERSTEHUNG / MICHAEL VON FAULHABER / DOKTOR DER THEOLOGIE / ERZBISCHOF V. MÜNCHEN FREISING / KARDINAL DER HL. RÖMISCHEN KIRCHE / GEBOREN 5. MÄRZ 1869 · 1892 PRIESTERWEIHE / DIÖZESE WÜRZBURG, 1903-1910 PROFESSOR / AN D. UNIVERSITÄT STRASSBURG 1911-1917 / BISCHOF V. SPEYER ,1917 ERZBISCHOF VON / MÜNCHEN, HEIMGEGANGEN AM 12. JUNI 1952
Aufgeschlagenes Buch

AMEN VENI DOMINE IESU – „Amen, komm, Herr Jesus“ (Offb 22,20 )